# Rötger Hundt
Rötger Hundt (* 21. November 1711 in Olpe; † 6. April 1773 in Festung St. Julian, Lissabon, Portugal) war ein deutscher Jesuit und Märtyrer.

## Leben
Rötger Hundt wurde als Sohn des Olper Bürgermeisters Augustinus Hundt und seiner Frau Margarethe geb. Liese als einer von vier Söhnen geboren. Er trat den Jesuiten bei. Nach seinem Studium in Köln, Büren, Trier und Paderborn wurde er im Jahre 1742 zum Priester geweiht.

### Missionar in Brasilien
Nach der Priesterweihe entsandte der Orden Rötger Hund als Missionar nach Brasilien. Sein Ziel war die Hafenstadt Aquiraz, damals der Sitz des Kapitanates von Ceará, südöstlich der heutigen Großstadt Fortaleza. In Aquiraz legte er seine „große Profess“ ab und wurde endgültig in den Jesuitenorden aufgenommen. 1752 wurde er ins Landesinnere geschickt, in das Bergland der Serra da Ibiapaba, wo er die dortige Missionsstation der Jesuiten als Missionssuperior leitete.

### Verhaftung und Martyrium
1759 verbot Sebastião José de Carvalho e Melo, Marquês de Pombal, der als Erster Minister die portugiesischen Staatsgeschäfte bestimmte, den Jesuitenorden in Portugal und in Brasilien. Daraufhin wurde auch Hundt, zusammen mit 12 Mitbrüdern, nach Lissabon gebracht. Am 14. November 1759, kurz nach seiner Ankunft in Portugal, wurde Hundt verhaftet und in der Festung São Julião da Barra an der Mündung des Tejo eingekerkert. Der Kommandant der Festung São Julião da Barra staunte über das Gottvertrauen, mit dem die dort gefangenen Jesuiten die Torturen ertrugen: „Alles verfault in diesen Kerkern, nur die gefangenen Jesuiten wollen nicht verfaulen.“ Seine letzten Lebensjahre verbrachte Rötger Hundt ab 1764 in einem Turm in Einzelhaft, unter menschenunwürdigen Umständen. Dort starb er am 6. April 1773.

## Gedenken und Ehrungen
Nach seinem Tode sprachen seine Mitgefangenen von Hundt als dem „Märtyrer von St. Julian“.
In Olpe ist der Rötger-Hundt-Weg nach ihm benannt.